# Cheiracanthium insulare (Koch)
Cheiracanthium insulare là một loài nhện trong họ Miturgidae.
Loài này thuộc chi Cheiracanthium. Cheiracanthium insulare được Koch miêu tả năm 1866.

## Voorkomen
Loài này được phát hiện ở Samoa.